# Pont suspendu de Sully-sur-Loire
Le pont suspendu de Sully-sur-Loire est un pont suspendu français qui franchissait la Loire entre Sully-sur-Loire et Saint-Père-sur-Loire dans le département du Loiret et la région Centre-Val de Loire.
Ce pont fut remplacé par un pont en poutre en 1986.

## Géographie
Le pont suspendu était situé sur la Loire en aval du viaduc de Gien et en amont du pont de Châteauneuf-sur-Loire. Il reliait les communes de Sully-sur-Loire en rive gauche et Saint-Père-sur-Loire en rive droite.

## Histoire et description

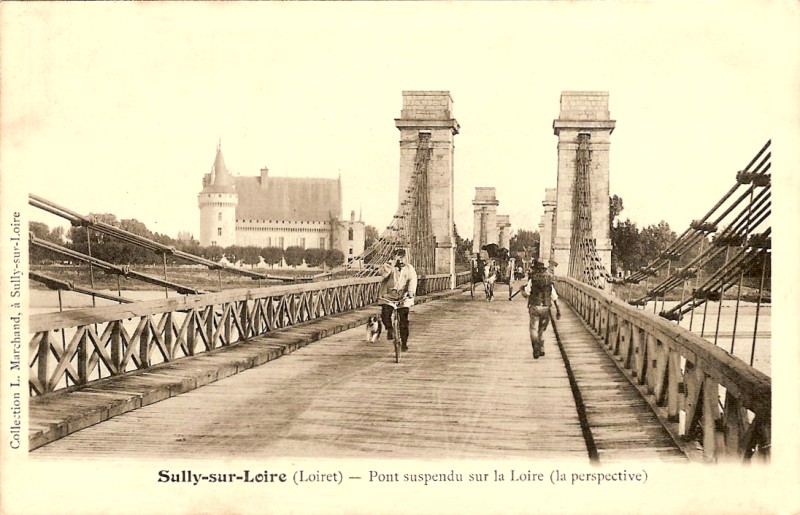
Le pont suspendu sur une carte postale

La construction du pont suspendu fait suite à l'établissement d'une concession de 99 ans par ordonnance royale du 14 décembre 1832.
Cet ouvrage, de type suspendu, comportait trois travées de 72,40 mètres, 96,20 mètres et 72,40 mètres. Il fut mis en service le 4 mai 1836.

### 1859: première reconstruction à la suite de la crue de 1856
Lors de la crue du 2 juin 1856, la culée rive droite et l'arche adjacente s'effondrèrent. Le projet de reconstruction approuvé par les décisions ministérielles du 13 août 1857 et du 29 mars 1858 prévoyait l'allongement de la dernière arche rive droite, portée à 96,20 mètres et la construction d'une pile supplémentaire rive gauche et donc de porter l'ouvrage à quatre arches de 72,40 mètres pour la première et de 96,20 mètres pour les trois autres.
Les travaux furent réceptionnés le 8 octobre 1859.

### 1870: deuxième reconstruction
Au cours de la guerre franco-prussienne de 1870, la travée quatre rive droite, incendiée par l'armée française le 6 décembre 1870, fut reconstruite de façon identique à l'ancienne.

### 1932: troisième reconstruction
L'ouvrage fut reconstruit en 1932 et 1933 par l'entreprise Baudin-Chateauneuf afin de le remettre en état et le moderniser.
Les travaux comportaient notamment les opérations suivantes : remplissage intérieur des têtes de piles et la réalisation de massifs additionnels d'ancrage, remplacement complet du tablier et de la suspension.
La largeur était alors de six mètres de chaussée et deux trottoirs de 1,20 mètre interrompus à chaque pylône.
Les essais eurent lieu les 17 et 18 janvier 1933 et l'ouverture à la circulation fut effective le 24 février 1933.
Au cours de la Seconde Guerre mondiale, l'ouvrage fut l'objet d'un bombardement le 15 juin 1940 par les aviateurs italiens et fut détruit par l'armée française lors de sa retraite.
Le projet de reconstruction fut approuvé par les décisions ministérielles des 26 février 1941 et 19 mai 1941.

### 1947: reconstruction après la guerre
L'ouvrage reconstruit fut détruit en juin 1944 lors d'un bombardement de l'aviation alliée. Après la mise hors d'état de la suspension, la totalité du tablier s'affaissa dans la Loire et les pylônes aval des trois piles furent détruits.
La reconstruction fut entreprise dès la fin de la guerre et achevée en 1947. Comme en 1941, les travaux furent confiés à l'entreprise Cossonet pour la réfection des maçonneries, et à l'entreprise Baudin-Chateauneuf pour le tablier et la suspension.
L'ensemble de l'ouvrage fut reconstruit sur la base des plans élaborés pour les travaux de 1941, tant pour les maçonneries que pour la partie métallique.
L'ouverture à la circulation eut lieu le 20 juillet 1947.

### 1985: effondrement du pont dû au froid
Le 16 janvier 1985 à 7 h 40, par un froid intense (température de −20 °C, au niveau le plus bas observé à la station météorologique de Bricy depuis sa création en 1945), le tablier s'effondrait sur toute sa longueur dans le lit du fleuve. Par chance, l'accident ne fit que des blessés légers.
L'examen des aciers a montré qu'il s'agissait de ruptures fragiles au niveau des suspentes et des étriers liées aux caractéristiques chimiques des aciers (forte teneur en carbone, en soufre et phosphore), aux amorces de rupture par usinage des filetages et à une très faible résilience, notamment à basse température (résilience en KV 2,5 joules à −20 °C - 4 joules à −0 °C et 6 joules à +20 °C).
La construction d'un pont entièrement nouveau fut décidée en 1985; la transition fut assurée par la mise en place d'un pont Bailey et le nouveau pont fut livré le 23 septembre 1986.

## Pour approfondir